# The Clearing (Fernsehserie)
The Clearing ist eine australische Miniserie, basierend auf dem Roman In the Clearing von J. P. Pomare, der sich von den Ereignissen rund um die australische Sekte The Family inspirieren ließ, die in den 60er Jahren von Anne Hamilton-Byrne gegründet wurde. In Australien fand die Premiere der Serie am 24. Mai 2023 als Original durch Disney+ via Star statt. Im deutschsprachigen Raum erfolgte die Erstveröffentlichung der Serie am selben Tag durch Disney+ via Star.

## Handlung
Als ein junges Mädchen aus der Gegend verschwindet, sieht sich Freya Heywood gezwungen, sich den Traumata ihrer Kindheit zu stellen, die in Verbindung mit einer Sekte namens „The Kindred“ stehen, einer der wenigen in der Geschichte, die von einer Frau gelenkt wird, um die Kinder, die sich in den Fängen dieser fanatischen Gemeinschaft befinden, vor einem unheilvollen Schicksal zu bewahren.

## Besetzung
| Rolle             | Schauspieler  |
| ----------------- | ------------- |
| Freya Heywood     | Teresa Palmer |
| Adrienne Beaufort | Miranda Otto  |
| Dr. Bryce Latham  | Guy Pearce    |
| Yusuf „Joe“ Saad  | Hazem Shammas |
| Henrik Keresz     | Erroll Shand  |
| Aunty Tamsin      | Kate Mulvany  |

## Episodenliste
| Nr. | Deutscher Titel                   | Originaltitel              | Erstveröffentlichung (Australien) | Deutschsprachige Erstveröffentlichung (D/A/CH) | Regie          | Drehbuch                     |
| --- | --------------------------------- | -------------------------- | --------------------------------- | ---------------------------------------------- | -------------- | ---------------------------- |
| 1   | Die Jahreszeit des Erblühens      | The Season of Unfoldment   | 24. Mai 2023                      | 24. Mai 2023                                   | Jeffrey Walker | Matt Cameron                 |
| 2   | Die Familie                       | Kindred                    | 24. Mai 2023                      | 24. Mai 2023                                   | Jeffrey Walker | Elise McCredie               |
| 3   | Lasset die Kindlein zu mir kommen | Suffer the Little Children | 31. Mai 2023                      | 31. Mai 2023                                   | Gracie Otto    | Matt Cameron                 |
| 4   | Die Findelkinder                  | The Foundlings             | 7. Juni 2023                      | 7. Juni 2023                                   | Gracie Otto    | Elise McCredie               |
| 5   | Maitreya                          | Maitreya                   | 14. Juni 2023                     | 14. Juni 2023                                  | Gracie Otto    | Elise McCredie               |
| 6   | Die Rattenfängerin                | The Pied Piper             | 21. Juni 2023                     | 21. Juni 2023                                  | Gracie Otto    | Matt Cameron & Osamah Sami   |
| 7   | Denn unsre Trübsal ist zeitlich   | This Too Shall Pass        | 28. Juni 2023                     | 28. Juni 2023                                  | Jeffrey Walker | Matt Cameron                 |
| 8   | Insel                             | Island                     | 5. Juli 2023                      | 5. Juli 2023                                   | Jeffrey Walker | Elise McCredie & Osamah Sami |